# Георги Янков
Георги Николаев Янков е опълченец – поборник, български офицер, полковник, юрист. Участник в Руско-турската война (1877 - 1878). Комендант на Пирот през Сръбско-българската война (1885).

## Биография
Георги Янков е роден на 1 март 1859 година в Болград, Бесарабия в семейството на българи - преселници от Ямболско. Завършва Болградската гимназия и при избухването на Руско-турската война (1877 - 1878) постъпва като доброволец във 2-ра рота на 7-а опълченска дружина от Българското опълчение. През 1878 година е произведен в чин унтерофицер от руската армия. След Освобождението постъпва в първия випуск на Военното училище в София и на 10 май 1879 година е произведен в чин подпоручик и зачислен в 21-ва пеша дружина. На 30 август 1882 г. в чин поручик, а на 30 август 1885 г. в чин капитан.

### Сръбско-българска война (1885)
През Сръбско-българската война (1885) капитан Янков е комендант на Пирот, с голям принос за овладяването на града. За заслугите си през войната е награден с орден „Св. Александър“ V степен.
След войната участва в опита за детрониране на княз Александър I Батенберг. След контрапреврата е уволнен от армията и емигрира в Русия. Там служи в Киевския гарнизон и през 1887 г. завършва Военната юридическа академия в Санкт Петербург. На 14 февруари 1895 г. е произведен в чин подполковник от руската армия.
През 1898 година е разрешен въпроса с офицерите-емигранти и той се завръща в България. Служи в 10-и пехотен родопски полк и във военносъдебното ведомство като председател на Пловдивския и Софийския военен съд. През 1905 г. е произведен в чин полковник. През 1908 година издава в Пловдив сборник с 333 български народни песни от Ямболския край, записани от майка му Елена Янкова. На 5 април 1912 година преминава в запаса и започва да се занимава с адвокатска дейност.

### Балканска война (1912 – 1913)
През Балканската война (1912 - 1913) е мобилизиран и служи като прокурор при полевия военен съд на Трета армия.

### Първа световна война (1915 – 1918)
По време на Първата световна война (1915 – 1918) подписва протестното писмо до Фердинанд за ненамеса на България във войната на страната на Централните сили.
Полковник Георги Янков умира на 3 ноември 1920 година в София.

## Памет
На полковник Георги Янков е наречена улица в квартал „Младост 1“ в София (Карта).

## Военни звания
- Прапоршчик (10 май 1879)
- Подпоручик (1 ноември 1879, преименуван)
- Поручик (30 август 1882)
- Капитан (30 август 1885)
- Майор
- Подполковник (14 февруари 1895)
- Полковник (1905)

## Награди
- Орден „Св. Александър“ V степен с мечове